# Конишевський район
Конишевський район (рос. Конышевский район) — адміністративно-територіальна одиниця та муніципальне утворення і Курській області Росії.
Адміністративний центр — селище Конишевка.